# Grande guerre du Nord
À ne pas confondre avec la première guerre du Nord (de 1655 à 1661) ; ces deux guerres ont été par la suite appelées les guerres nordiques.
Grande guerre du Nord
Batailles
- Riga I
- Narva I
- Daugava
- Rauge
- Erastfer
- Kliszów
- Hummelshof
- Nöteborg
- Saladen
- Pułtusk
- Jēkabpils
- Narva II
- Poznań
- Punitz
- Gemauerthof
- Varsovie
- Hrodna
- Fraustadt
- Kletsk
- Kalisz
- Holowczyn
- Malatitze
- Lesnaya
- Poltava
- Perevolochna
- Helsingborg
- Viborg
- Riga II
- Baie de Køge
- Fladestrand
- Gadebusch
- Bender
- Pälkäne
- Storkyro
- Hangö Oud
- Fehmarn Bält
- Rügen
- Kristiania (Oslo)
- Stralsund
- Dynekilen
- Osel
- Stäket
- Grengam

La grande guerre du Nord est un conflit qui, entre 1700 et 1721, oppose la Suède de Charles XII, alliée à une partie de la noblesse polonaise (Stanislas Leszczynski), aux cosaques ukrainiens d'Ivan Mazepa et à l'Empire ottoman, d'une part, à la Russie de Pierre le Grand d'autre part, alliée au roi de Pologne et électeur de Saxe Auguste II, au Danemark de Frédéric IV, à l'électeur de Hanovre et roi d'Angleterre George Ier et à l'électeur de Brandebourg et duc, puis roi en Prusse (à partir de 1701), Frédéric-Guillaume Ier.
L'alliance anti-suédoise associe au départ la Russie, le Danemark et la Saxe, qui déclarent la guerre à la Suède et lancent une triple offensive contre les possessions suédoises, profitant de l'arrivée sur le trône de Charles XII, âgé de seulement 18 ans. Mais la Suède repousse les forces russes à Narva, impose une paix séparée au Danemark (Travendal, 1700) et contraint les forces d'Auguste II à se retirer en Saxe puis à signer le traité d'Altranstädt (1706). Ce dernier doit notamment renoncer au trône de Pologne, occupé depuis 1704 par Stanislas Leszczynski, sous la protection de l'armée suédoise qui occupe le pays.
Charles XII se lance alors dans une grande offensive contre la Russie, mais cette campagne se termine par le désastre de la bataille de Poltava et l'exil de Charles dans l'Empire ottoman où il demeurera jusqu'en 1714. Après Poltava, la coalition initiale anti-suédoise est rétablie et Auguste II redevient alors roi de Pologne. Les forces suédoises du sud et de l'est de la mer Baltique sont chassées et les dominions suédois sont divisés entre les membres de la coalition. La Suède est même envahie par le Danemark à l'ouest et par la Russie à l'est. L'offensive danoise est repoussée à Helsingborg (1710), mais la Russie parvient à s'emparer de la Finlande et à infliger de lourdes pertes à la marine et aux fortifications côtières suédoises.
La coalition est rejointe par George Ier en 1714 comme électeur d'Hanovre puis en 1717 comme roi de Grande-Bretagne, et par Frédéric-Guillaume Ier en 1715. Charles XII, rentré de Turquie, ouvre un front en Norvège, mais est tué à Fredriksten (no) en 1718.
La guerre prend formellement fin avec les traités de Stockholm (1719) entre la Suède, le Brunswick-Lunebourg (Hanovre) et la Prusse, le traité de Frederiksborg (1720) entre la Suède et le Danemark et par le traité de Nystad (1721) entre la Suède et la Russie. Par ces traités, la Suède renonce à son exemption des droits de passage dans l'Øresund, perd tous ses dominions à l'exception de la Finlande et de la partie nord de la Poméranie suédoise.
Cette défaite de la Suède, où la mort de Charles XII met fin à la monarchie absolue et où commence « l'ère de la Liberté », fait de la Russie la puissance principale en mer Baltique et un acteur important dans les affaires européennes.

## Contexte

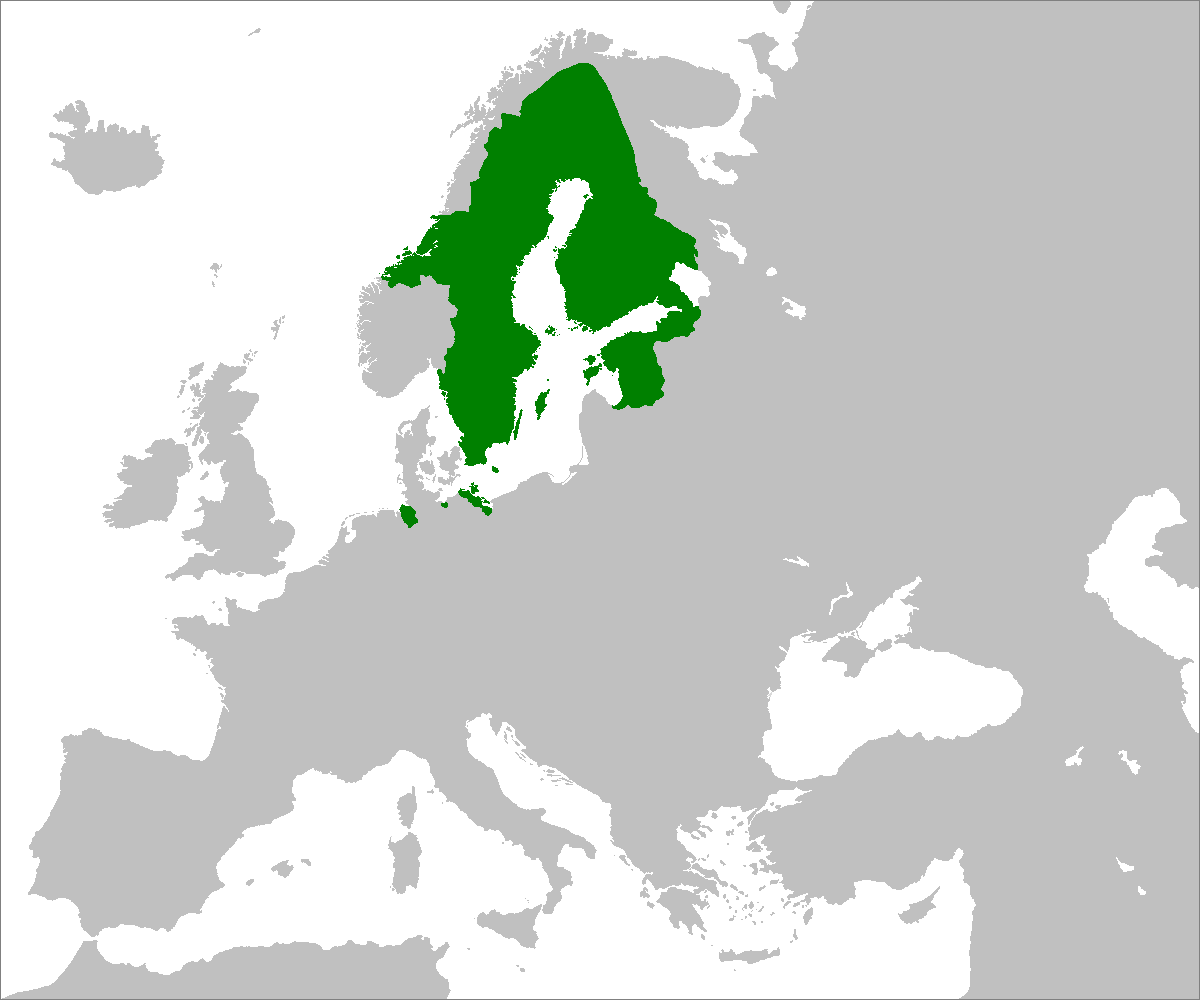
La Suède dans les années 1650.

### L'empire suédois
De 1560 à 1660, la Suède, qui contrôle la Finlande depuis le Moyen Âge, a conquis des territoires au sud et à l'est du golfe de Finlande, les provinces de Carélie, d'Ingrie, d'Estonie et de Livonie. La période du Temps des troubles en Russie débouche sur des gains territoriaux de la Suède, entérinés lors du traité de Stolbovo en 1617, qui prive la Russie d'un accès direct à la mer Baltique.
D'autre part, au cours de la guerre de Trente Ans (1618-1648), la Suède a conquis au sud de la mer Baltique des territoires du Saint Empire, notamment l'ouest de la Poméranie occidentale, Wismar, Brême et Verden.
Elle a aussi envahi les provinces danoises et norvégiennes situées au nord de l'Øresund (Scanie).
Bien qu'inférieure en nombre, l'armée suédoise est à cette époque beaucoup mieux organisée que la plupart des armées d'Europe, grâce à la modernisation de l'administration civile et militaire au cours du XVIIe siècle, permettant une mobilisation efficace des ressources. Toutefois, le principe est que, à l'étranger, l'armée doit se financer et se ravitailler sur place en pillant et en taxant les territoires conquis, procédure d'ailleurs utilisée par toutes les puissances de l'époque. Malgré tout, il a fallu recourir aux ressources de la Suède proprement dite pour faire face aux longues campagnes (notamment celles de Gustave-Adolphe).

### La république des Deux Nations (Pologne et Lituanie)
La Suède contrôle donc une bonne partie du littoral de la mer Baltique, le reste relevant de la république des Deux Nations (capitale : Varsovie), entité créée en 1569 (Union de Lublin) et associant le royaume de Pologne et le grand-duché de Lituanie ; certaines provinces du royaume de Pologne sont cependant tenues en fief, soit par l'électeur de Brandebourg (duché de Prusse, capitale : Königsberg), soit par le duc de Courlande.
La république des Deux Nations s'étend vers le sud et l'est au-delà de la Pologne et de la Lituanie actuelles : le royaume de Pologne inclut l'Ukraine à l'ouest du Dniepr jusqu'à Pervomaïsk, au confluent du Boug méridional et de la Syniukha. Le grand-duché couvre les territoires actuels de la Lituanie et de la Biélorussie.
En 1697, après la mort du roi Jean III Sobieski, le nouveau roi (et grand-duc) élu par la Diète est Frédéric-Auguste Ier, électeur de Saxe, qui prend en Pologne le nom d'Auguste II. Toutefois, alors qu'en Saxe il dispose des pouvoirs d'un roi absolu, il n'en va pas de même en Pologne, où la Diète joue un rôle essentiel dans la vie politique.
Durant la grande guerre du Nord, la Pologne ne sera pas officiellement en guerre, mais va être un enjeu important de la lutte entre la Suède et la Saxe dans les années 1700-1709.

### La Russie et les débuts du règne de Pierre le Grand
À la fin du XVIIe siècle, l'accession au pouvoir de Pierre le Grand (1682) est marquée par sa volonté de faire de la Russie une puissance et, pour commencer, de récupérer les territoires perdus antérieurement. Les interventions étrangères en Russie pendant le Temps des troubles avaient en effet abouti à des gains suédois dans le traité de Stolbovo (1617). Le traité a privé la Russie d'un accès direct à la mer Baltique, mais la fortune russe a commencé à s'inverser dans les dernières années du XVIIe siècle. À la fin des années 1690, l'aventurier Johann Patkul réussit à allier la Russie avec le Danemark et la Saxe par le traité secret de Préobrajenskoïé, et en 1700 les trois puissances attaquèrent.

### Autres protagonistes
Le Danemark contrôle alors la Norvège. Frédéric IV, cousin de Charles XII, a succédé à Christian V en 1699, et a poursuivi la politique anti-suédoise de son prédécesseur. Son objectif est de récupérer les terres danoises perdues au profit de la Suède au cours du XVIIe siècle.
L'électorat de Brandebourg, dont la capitale est Berlin, contrôle le duché de Prusse et a des visées sur les territoires polonais situés entre ces deux entités (notamment Dantzig/Gdansk, principale ville de Prusse occidentale). En 1701, cessant de relever de la Pologne, le duché de Prusse devient un royaume (hors du Saint Empire). L'ensemble Brandebourg-Prusse est en passe de devenir une autre puissance importante.
La Saxe au contraire est plutôt en déclin.

## La période des succès de Charles XII

### 1700 (mars-août): l'offensive des coalisés et la neutralisation du Danemark
Dès 1697, Frédéric IV de Danemark dirige une attaque contre les Holstein-Gottorp. Les forces danoises s'emparent alors de plusieurs de leurs forteresses.
Après la déclaration de guerre à la Suède (février 1700), une armée danoise met le siège devant Tönning en mars. Simultanément, les forces d’Auguste II avancent en Livonie suédoise, prennent Dünamünde et mettent le siège devant Riga.

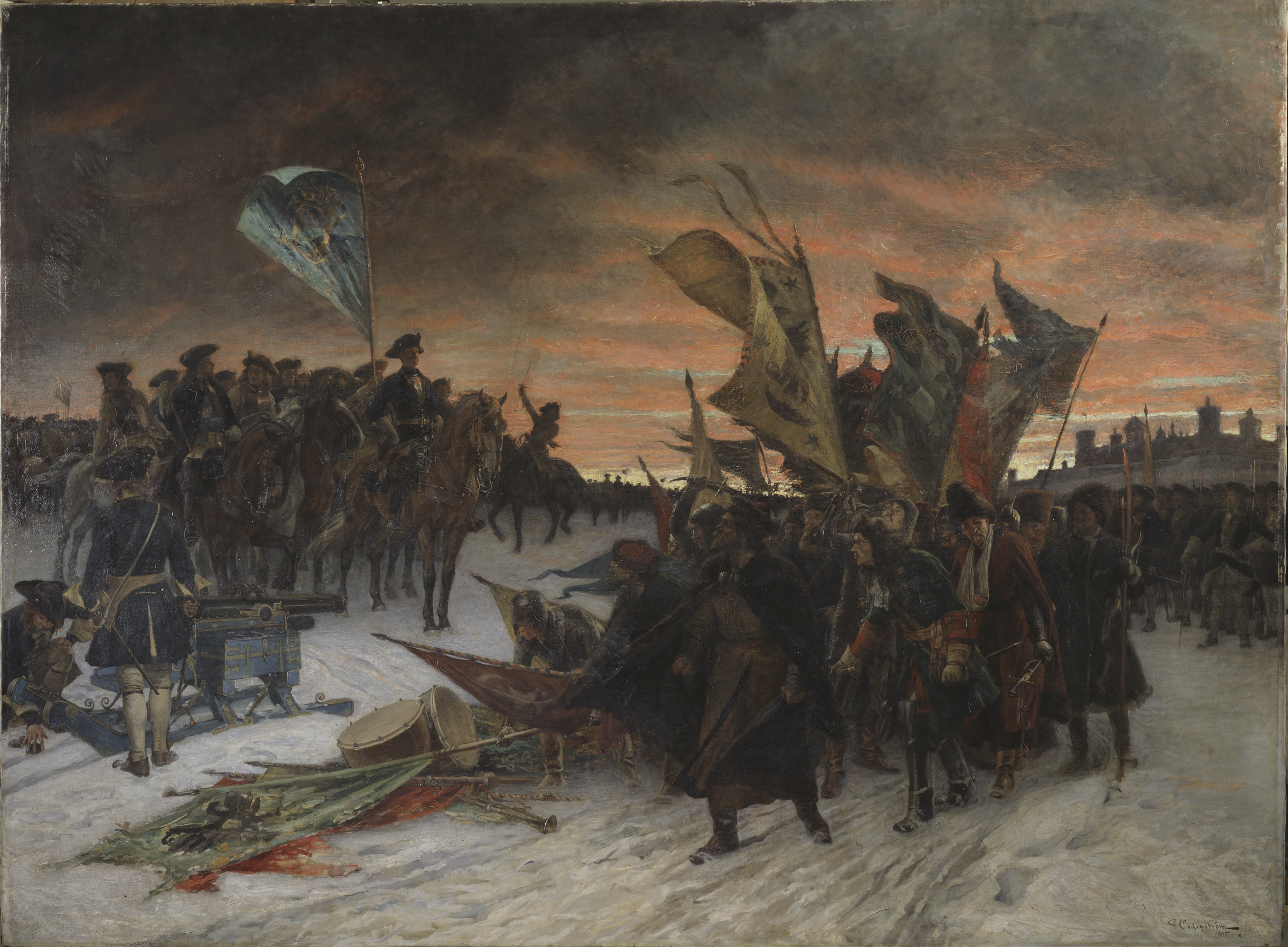
Bataille de Narva (1700).

Mais le roi de Suède réagit énergiquement : il concentre ses premières attaques contre le Danemark. La flotte suédoise réussit à contourner le blocus établi dans l'Øresund et débarque une armée près de Copenhague. Cette attaque surprise et les pressions des deux grandes puissances maritimes, le Royaume-Uni et les Provinces-Unies, amènent le Danemark à se retirer du conflit en signant la paix de Travendal (18 août 1700).

### 1700 (août-octobre): la guerre dans les provinces baltes: la victoire de Narva
Charles XII est alors en mesure de transférer son armée sur la côte orientale de la mer Baltique pour affronter ses autres adversaires : l'armée d’Auguste II en Livonie, l'armée du tsar  qui se prépare à envahir l'Ingrie suédoise et commence le siège de Narva (octobre 1700). En novembre, les armées russe et suédoise s'affrontent lors de la première bataille de Narva, où les Russes subissent une sévère défaite.
Après cette double victoire, le chancelier suédois Benedict Oxenstjerna tente de « mettre aux enchères » l'alliance suédoise entre la France et les deux puissances maritimes, alors sur le point de s'affronter dans la guerre de Succession d'Espagne, afin de mettre fin à la guerre du Nord et de faire de Charles un arbitre en Europe, sans résultats probants.

### 1701-1706: la neutralisation d'Auguste II
Charles XII se tourne alors vers le sud pour affronter Auguste II. Il envahit la république des Deux Nations en franchissant la Daugava (18 juillet 1701).
En 1702, il affronte les troupes de l'hetman de Lituanie, Michał Serwacy Wiśniowiecki (récent vainqueur dans la guerre civile de Lituanie de 1700), et s'empare de la capitale Wilno (Vilnius) en avril. Il lance alors une offensive dans le royaume de Pologne et, le 19 juillet 1702, écrase l'armée saxonne, renforcée par des unités polonaises, lors de la bataille de Kliszów, à 50 km au nord de Cracovie. Auguste II se replie vers Sandomierz (à l'est) tandis que Charles XII avance vers Cracovie, qu'il occupe, avant de s'installer à Varsovie. Auguste II se retire alors en Saxe.
Charles XII le fait détrôner et organise des élections (1704) pour porter sur le trône un homme d'assez haute noblesse Stanislas Leszczynski, qui avait été envoyé auprès de lui comme représentant des adversaires d'Auguste II et est devenu son ami.
Le 2 février 1706, Auguste II est vaincu à Fraustadt (aujourd'hui Wschowa), tout près de la frontière de la Silésie (province alors autrichienne), et signe le traité d'Altranstädt (24 septembre 1706) par lequel il renonce à ses droits sur la couronne polonaise et reconnaît Stanislas Leszczynski comme roi de Pologne ; et met fin à son alliance avec la Russie. Il livre aussi à Charles XII Johann Reinhold von Paktul, ambassadeur de Russie, au départ sujet suédois et un moment officier de l'armée suédoise, qui est condamné à mort pour haute trahison et subit le supplice de la roue en 1707, ce qui sera considéré comme abusif par beaucoup de nobles polonais, étant donné son statut de diplomate.
D'une façon générale, l'occupation suédoise en Pologne et le gouvernement sous protectorat suédois de Stanislas Leszczynski posent un certain nombre de problèmes et suscitent des oppositions.

## La confrontation avec la Russie

### 1702-1707: le redressement de la Russie après Narva
Malgré le revers subi à Narva, le mouvement de l'armée de Charles XII vers la Pologne et la Saxe permet à  Pierre Ier de reprendre l'offensive dans les provinces baltes. Les victoires d'Erastfer et de Nöteborg (Chlisselbourg) donnent à la Russie un accès à l'Ingrie où Pierre Ier lance la construction d'une nouvelle capitale, Saint-Pétersbourg, sur le site de l'ancienne forteresse suédoise de Nyenskans. Il commence à mettre en place une marine et une armée moderne, fondée sur une infanterie entraînée au maniement des armes à feu.
Cependant, quand il reprend l'offensive, le général Adam Ludwig Lewenhaupt repousse les Russes avec des armées inférieures en nombre à Jēkabpils (5 août 1704) et à Gemauerthof (26 juillet 1705) et la Suède conserve la plus grande partie de ses provinces baltes.
Après la victoire remportée par Charles XII sur Auguste II en 1706, Pierre Ier propose de tout rétrocéder à la Suède à l'exception de Saint-Pétersbourg et des territoires situés au nord de la Neva, mais Charles XII refuse, préférant attaquer la Russie. Le refus de cette offre de paix, alors que tous les ennemis de la Suède sont vaincus ou neutralisés, va avoir des conséquences tragiques.

### 1708-1709: la campagne de Russie de Charles XII
Charles quitte la Saxe en août 1707. En 1708, laissant en Pologne une force de 24 000 hommes, il part en direction de Moscou avec une armée de 35 000 hommes. Une seconde armée commandée par Lewenhaupt partant de Livonie avec 12 500 hommes et du ravitaillement doit le rejoindre. Le 14 juillet, Charles remporte contre une avant-garde russe une victoire à Holowczyn, près de Mogilev (alors située dans le grand-duché de Lituanie, à 50 km de la frontière russe). Cette victoire n'est cependant pas décisive, car les Russes ont eu peu de pertes.
Le 9 octobre 1708, l'armée de Lewenhaupt subit une défaite à Lesnaya, au sud-est de Mogilev. Il abandonne le ravitaillement et la plus grande partie de ses canons, et lorsqu'il rejoint Charles le 30 octobre, il n'a plus avec lui que 6 000 hommes.
Privé de ravitaillement et confronté à une stratégie de la terre brûlée, Charles XII décide de descendre en Ukraine, où il compte sur un appui des Cosaques de l'hetman Ivan Mazepa. Mais ceux-ci subissent une violente attaque russe et Mazepa est privé de sa charge d'hetman. Seulement quelques milliers de Cosaques lui restent fidèles pour rejoindre les Suédois, qui vont passer l'hiver 1708-1709 dans de très mauvaises conditions (c'est un hiver exceptionnellement froid, dans toute l'Europe).

### 1709 (juillet): le désastre suédois de Poltava et ses suites
Charles réussit cependant à prendre la forteresse de Veprik (7 janvier 1709) et vient mettre le siège devant Poltava (avril 1709).
Le 9 juillet, l'armée suédoise est attaquée par une armée russe supérieure en nombre et subit une défaite écrasante. Charles réussit à s'échapper et à se réfugier dans l'Empire ottoman, où ce qui reste de son armée se rend aux Russes.
Cette bataille est le tournant de la guerre. Le Danemark et la Saxe reprennent leur place au côté de la Russie et Auguste II, grâce aux manœuvres de Boris Kourakine, remonte sur le trône de Pologne, Stanislas Leszczynski ayant quitté le pays. Pierre le Grand poursuit ensuite ses campagnes dans la région balte. En 1710, les forces russes prennent Riga et Tallinn : les provinces baltes de Livonie et d'Estonie seront ensuite intégrées à l'Empire russe.

### 1709-1714: la guerre russo-turque et le séjour de Charles XII en Turquie
Après la déroute de Charles XII en Russie, une nouvelle coalition anti-suédoise se forme avec la Russie, le Danemark et la Saxe.
Pierre le Grand demande l'extradition de Charles XII, installé dans l'Empire ottoman à Bender (actuelle Moldavie), mais le sultan ayant refusé, il entre en guerre et envahit en 1711 la Moldavie (« campagne du Prout »).
Le 18 juillet 1711, l'armée russe se retrouve piégée près de la rivière Prout. Pierre le Grand signe le traité de Fălciu (23 juillet 1711) qui prévoit des concessions territoriales (restitution d'Azov et démantèlement de quelques forteresses) et la fin de l'ingérence russe en Pologne et en Moldavie (le traité de Falciu est renouvelé le 24 juin 1713 par le traité d'Andrinople).
Charles XII, déçu par cette perspective de paix, tente d'engager le sultan dans une nouvelle alliance contre la Russie. Devenu une source de soucis pour le sultan, il est invité à Istanbul (février 1713) et placé en résidence surveillée dans un palais bien gardé, jusqu'à ce qu'il renonce à ses projets et décide de rentrer en Suède (octobre 1714).

## La fin de la puissance suédoise

### 1710-1716: la guerre en Allemagne du Nord et l'élargissement de la coalition
En 1710, l'armée suédoise présente en Pologne se retire en Poméranie suédoise, poursuivie par les forces de la coalition qui mettent le siège devant Stralsund en 1711. Une armée de secours contraint l'armée coalisée à lever le siège, puis la bat à la Gadebusch (20 décembre 1712). Mais l'arrivée de forces supérieures en nombre oblige les Suédois à se réfugier à Tönning, où ils sont assiégés et capitulent le 13 mai 1713.

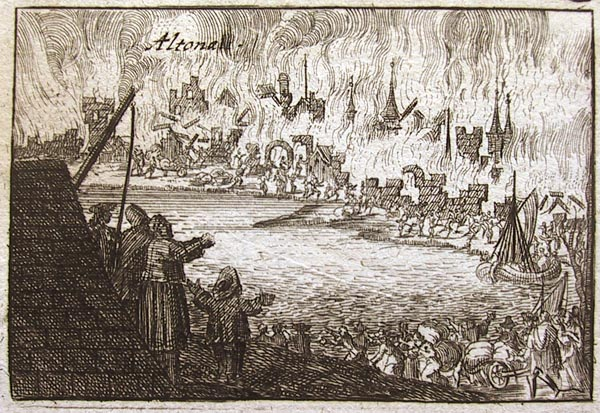
La ville danoise d'Altona incendiée durant la campagne de Magnus Stenbock en 1713. Les forces russes répliquèrent en détruisant la ville suédoise de Wolgast.

En 1714, Charles XII quitte l'Empire ottoman et arrive à Stralsund en novembre.
Le 28 octobre 1714, près de Greifswald, ville antérieurement suédoise, le tsar Pierre le Grand et Georges Ier, en sa qualité d'électeur de Hanovre, concluent une alliance. Auparavant neutre, l'électeur de Brandebourg et roi de Prusse Frédéric Ier se place dans la coalition en déclarant la guerre à la Suède durant l'été 1715. La Suède est désormais en guerre avec la plus grande partie de l'Europe du Nord.
Charles XII s'échappe de Stralsund quelques jours avant la chute de la ville (décembre 1715). La campagne se termine avec la capitulation de Wismar (1716). La Suède a perdu toutes ses possessions en Allemagne et sur la mer Baltique.

### 1713-1721: la guerre et l'occupation russe en Finlande

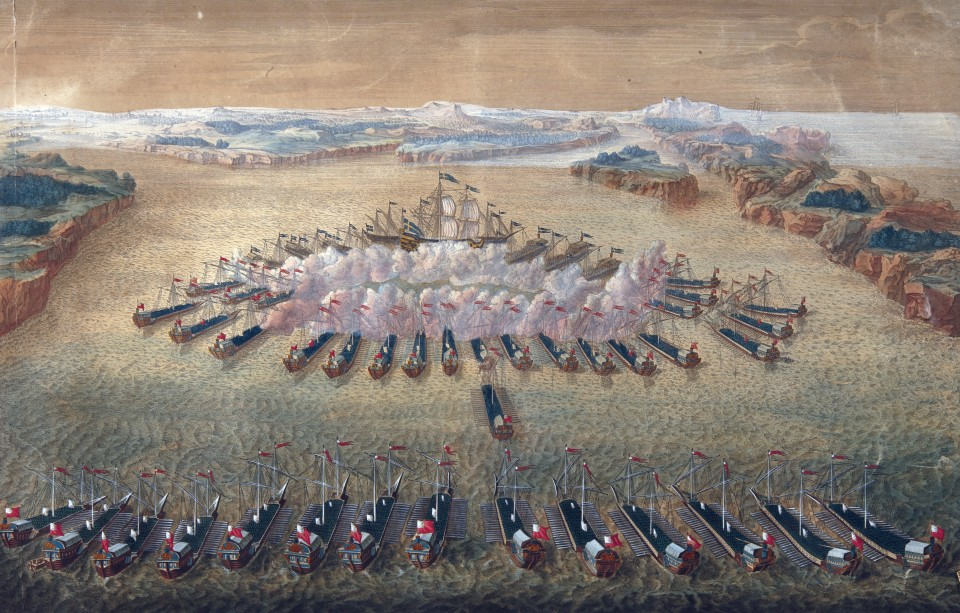
Bataille de Gangut (Hanko).

En 1714, les galères de Pierre Ier remportent une victoire sur la marine suédoise lors de la bataille d'Hangö Oud, au large de la péninsule de Hanko. Les dernières troupes suédoises stationnées en Finlande sont battues à la Storrkyro (Napue, dans la province d'Ostrobotnie).
L'armée russe occupe alors la plus grande partie de la Finlande. Cette période d'occupation, qui va durer jusqu'en 1721, est appelée en Finlande « la grande colère » (finnois : isoviha), tant les soldats russes commettent d'exactions, brûlant les villes et les villages et contraignant des milliers de paysans aux travaux forcés.
Environ 20 000 personnes, dont, conformément aux directives des autorités suédoises, la plupart des fonctionnaires et une grande partie des pasteurs, quittent la Finlande pour échapper à l'armée russe et se réfugient en Suède.

### 1716-1718: la guerre en Norvège et la mort de Charles XII
Après son retour en Suède, Charles XII lance une campagne vers la Norvège en février 1716 afin de forcer le Danemark à signer une paix séparée et de barrer l'accès de la mer Baltique à la Grande-Bretagne.
Il négocie également avec les rebelles jacobites de Grande-Bretagne, ce qui entraîne une déclaration de guerre du Royaume-Uni en 1717.
Le 30 novembre 1718, Charles XII est tué durant le siège de la ville norvégienne de Fredriksten (no). Sa sœur Ulrique-Éléonore lui succéde et la campagne de Norvège est arrêtée.

### 1719-1721: la guerre en Suède
Malgré la mort de Charles XII, la Suède refuse les termes de la paix offerte par la Russie.
En 1719, une flotte russe pille la côte orientale de la Suède. Plusieurs villes sont attaquées et presque tous les bâtiments situés dans l'archipel de Stockholm sont détruits. Une escadre russe en route vers la capitale est stoppée à la bataille de Stäket (13 août).
Cette même année, George Ier met fin à son alliance avec la Russie, optant, une fois la Suède quasiment vaincue, pour une politique anti-russe dans la Baltique.
Les Russes reprennent l'offensive en 1720 et en 1721, mais la présence d'une escadre britannique réduit le nombre de raids.

## Les traités de paix
Au moment de la mort de Charles XII, l'alliance anti-suédoise se divisa sur la répartition des territoires conquis. Georges Ier et Frédéric IV convoitaient tous deux l'hégémonie en Allemagne du Nord tandis qu’Auguste II s'inquiétait des ambitions de Frédéric-Guillaume Ier de Prusse sur le sud-est de la mer Baltique. Pierre le Grand, dont les forces étaient déployées tout autour de la mer Baltique, visait la domination sur l'est de l'Europe centrale et envisageait d'établir des bases navales jusque dans le Mecklembourg. En janvier 1719 Georges Ier, Auguste II et l’empereur Charles VI signèrent le traité de Vienne visant à ramener les limites de la Russie aux frontières d'avant-guerre.
George Ier comme électeur d'Hanovre ainsi que comme roi de Grande-Bretagne et le Brandebourg-Prusse signèrent des traités de paix séparés avec la Suède : les traités de Stockholm en 1719 et 1720 qui répartissaient les  possessions suédoises entre les différents partis. Les négociations furent menées par des diplomates français qui cherchaient à éviter un effondrement total de la position suédoise en mer Baltique. La Suède put donc conserver Wismar et le nord de la Poméranie tandis que le Brandebourg-Prusse incorporait le sud de la région et que Hanovre gagnait le Bremen-Verden suédois.
En plus des rivalités au sein de la coalition anti-suédoise, il existait des rivalités au sein de la Suède entre Charles-Frédéric de Holstein-Gottorp et Frédéric Ier de Hesse-Cassel pour le trône de Suède. Lorsque la paix fut signée avec le Danemark, la coalition s'était déjà divisée et le Danemark n'était pas en position de force pour obtenir le retour de ses anciennes provinces à travers l'Öresund. Frédéric Ier souhaitait cependant arrêter le soutien suédois pour son rival en Holstein-Gottorp qui passa sous contrôle danois et la partie nord fut annexée ; la Suède fut également exemptée de payer les droits du Sund. Un traité séparé fut signé à Frederiksborg en juin 1720.
Lorsque la Suède fut finalement en paix avec Hanovre, la Grande-Bretagne, le Brandebourg-Prusse et le Danemark-Norvège, elle espérait que les sentiments anti-russes au sein des signataires du traité de Vienne et de la France se concrétisent au sein d'une alliance qui lui permettrait de récupérer ses provinces baltes. Cependant, cette alliance ne vit jamais le jour, principalement en raison des tensions entre le Royaume-Uni et la France. Par conséquent, la guerre se termina par la signature du traité de Nystad entre la Russie et la Suède à Uusikaupunki (Nystad) le 30 août 1721. La Finlande fut rendue à la Suède tandis que l'Estonie, la Livonie, l'Ingrie, le Kexholm et une large part de la Carélie étaient cédées à la Russie. Le mécontentement de la Suède mena à une série de guerres malheureuses au cours du XVIIIe siècle pour récupérer les territoires perdus comme lors de la guerre des Chapeaux et de la guerre de Gustave III.
La Saxe-Pologne-Lituanie et la Suède ne signèrent pas un traité de paix formel mais renouvelèrent la paix d'Oliva qui avait mis fin à la première guerre du Nord en 1660.
La Suède perdit toutes les possessions qu'elle avait conquises au cours du siècle et demi précédent et cessait d'être une force de premier ordre dans les affaires européennes. À l'inverse, la Russie de Pierre le Grand devint la puissance incontournable en Europe de l'Est.

## Épidémie de peste
Pendant la grande guerre du Nord, de nombreuses villes et régions de la côte Baltique, de l'Europe centrale et orientale ont connu une importante épidémie de peste avec un pic entre 1708 et 1712. La peste s'est propagée via Pińczów dans le sud de la Pologne, où elle a été constatée pour la première fois dans un hôpital militaire suédois en 1702. Par la suite, la peste va suivre les routes commerciales et les armées pour ainsi s’étendre le long des côtes de la Baltique jusqu'à la Prusse en 1709. En 1712, c'est la ville de Hambourg qui est touchée. Les soldats et les réfugiés étant des agents de propagation de la peste malgré eux.
Cette épidémie, correspondant à une résurgence de la deuxième pandémie de peste, est également le dernier épisode dans la région qui a connu plusieurs vagues depuis la peste noire du XIVe siècle. La mortalité fut très différente d'une région à l'autre, certaines villes et régions n'ont été touchées que pendant une courte période, tandis que pour d'autres territoires, les épisodes de peste resurgiront pendant plusieurs années. Localement, elle a pu atteindre les trois quarts de la population. Cependant, il est difficile de faire la distinction entre les décès résultant de la peste en elle-même, des décès imputables à la famine et autres maladies comme la variole. De plus, le Grand hiver de 1709 fut un facteur aggravant de la situation. En effet, ce « Grand hiver » fut une période de froid intense qui frappa l'Europe, menant à une crise de subsistance entraînant alors des famines dans un contexte sanitaire déjà compliqué.

### Articles annexes
- Guerre russo-suédoise
- Liste des guerres et des batailles en Estonie